# Université d'État tadjike de commerce
L'Université d'État tadjike de commerce (en tadjik Донишгохи давлатии тиҷорати Тоҷикистон, Donichgokhi davlati tidjorati Todjikiston) est un établissement d'enseignement supérieur situé à Douchanbé au  Tadjikistan.

## Facultés

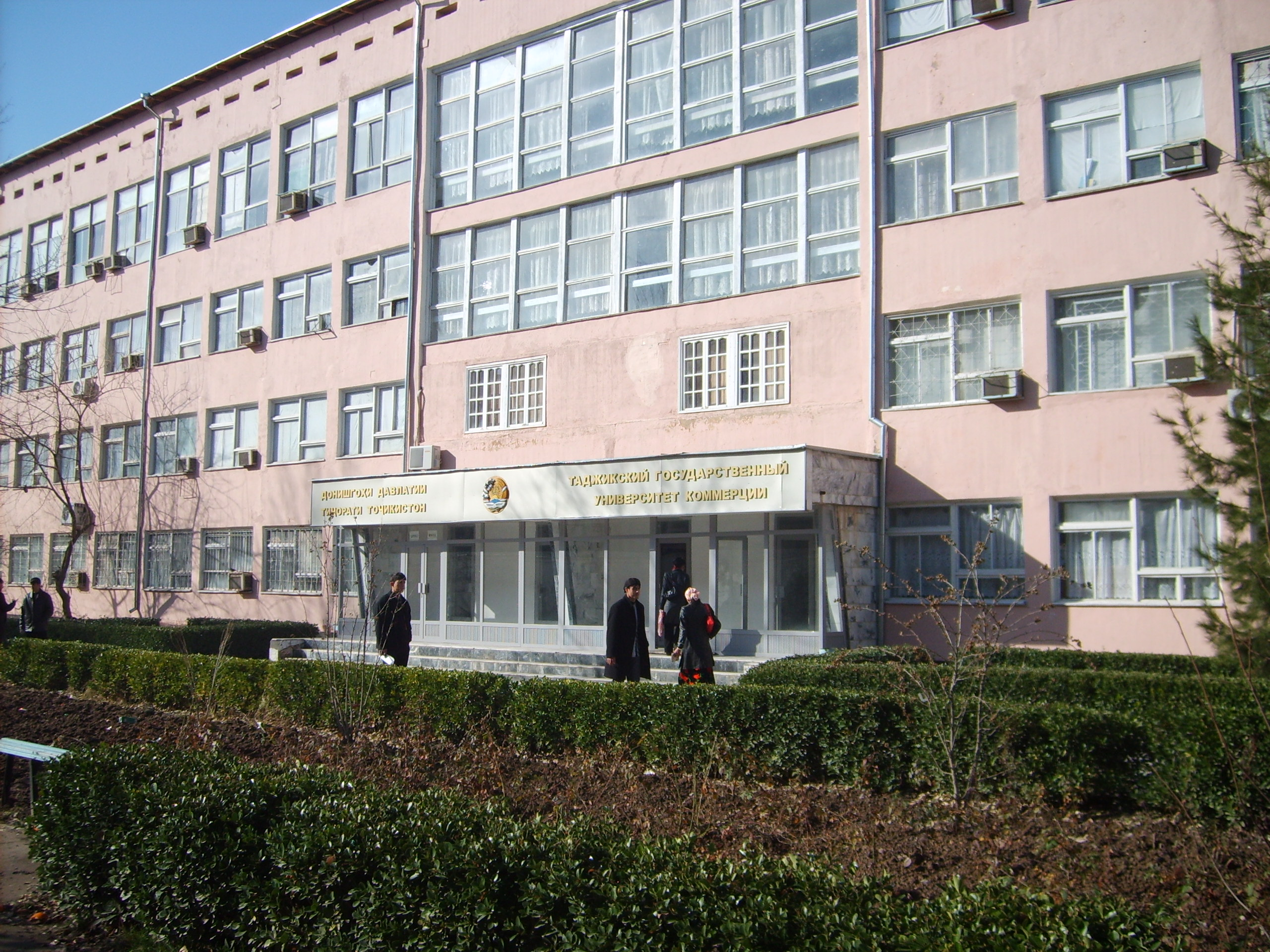
L'université d'état Tadjike de commerce

L'Université se compose de cinq facultés:
- Faculté des sciences économiques et de gestion.
- Faculté de commerce et des douanes.
- Faculté de l'économie mondiale et de droit.
- Faculté de la banque